# 歌川貞勝
歌川 貞勝（うたがわ さだかつ、生没年不詳）とは、江戸時代の浮世絵師。

## 来歴
『浮世絵師伝』によれば歌川国貞の門人。歌川の画姓を称し作画期は天保の頃とされるが、その他の経歴や作については不明。